# Граф де Реал-де-Мансанарес

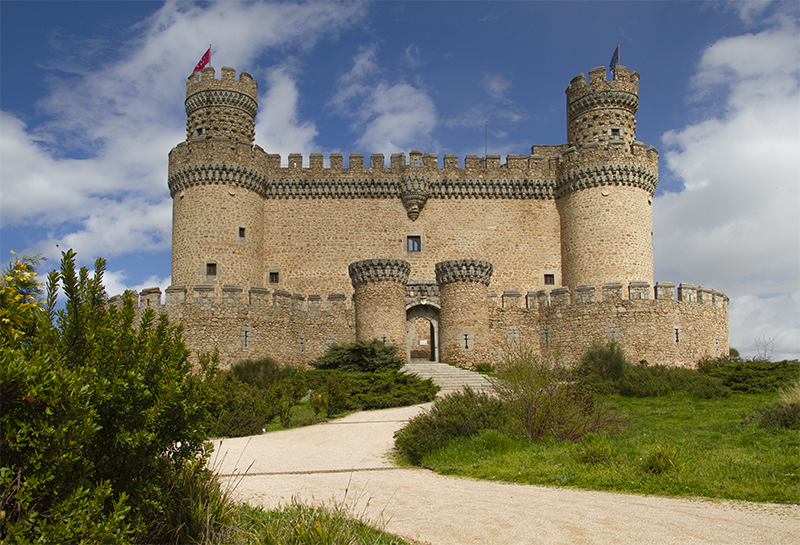
Мансанарес-эль-Реал, родовой замок рода Мендоса

Граф де Реал-де-Мансанарес — испанский дворянский титул. Он был создан вместе с титулом маркиза де Сантильяна 8 августа 1445 года королем Кастилии Хуаном II из династии Трастамара для Иньиго Лопеса де Мендосы (1398—1458), в награду за его участие в битве при Ольмедо (1445).

## Графы де Реал-де-Мансанарес
- Иньиго Лопес де Мендоса  (19 августа 1398 — 25 марта 1458), 1-й граф дель Реал-де-Мансанарес и 1-й маркиз де Сантильяна, сеньор де Ита и Буитраго, крупный испанский военный и поэт эпохи Проторенессанса. Женат с 1412 года на Каталине Суарес де Фигероа, дочери магистра Ордена Сантьяго Лоренсо Суареса де Фигероа. Ему наследовал его сын:

- Диего Уртадо де Мендоса и Суарес де Фигероа  (25 сентября 1417 — 25 января 1479), 2-й граф дель Реал-де-Мансанарес, маркиз де Сантильяна и герцог дель Инфантадо (гранд Испании). Его первой супругой стала Брианда де Луна и Мендоса, дочь Хуана Уртадо де Мендосы, сеньора Морон, Гормаса и Мендивиля, и Марии де Луны, сеньоры де Хункера, а вторично женился на Исабель Энрикес де Норонье. Ему наследовал его сын от первого брака:

- Иньиго Лопес де Мендоса и Луна  (1438 — 14 июля 1500), 3-й граф дель Реал-де-Мансанарес, 2-й герцог дель Инфантадо. В 1460 году женился на Марии де Луна, единственной дочери и наследнице Альваро де Луна, увеличив свои родовые владения.

- Диего Уртадо де Мендоса и Луна (11 марта 1461 — 30 августа 1531), 4-й граф дель Реал-де-Мансанарес, 3-й герцог дель Инфантадо, 4-й маркиз де Сантильяна, 36-й граф де Сальданья и сеньор де Мендоса, де Ита и де Буитраго.

- Иньиго Лопес де Мендоса и Пиментель (9 декабря 1493 — 17 сентября 1566), 5-й граф дель Реал-де-Мансанарес, 4-й герцог дель Инфантадо, 5-й граф де Сальданья, 4-й маркиз де Аргуэсо, 4-й граф де Кампоо, 5-й маркиз де Сантильяна, сеньор де Мендоса, сеньор де ита и сеньор де Буитраго. Супруга с 1514 года Исабель де Арагон, племянница короля Арагона Фердинанда Католика.

- Иньиго Лопес де Мендоса (15 марта 1536 — 29 августа 1601), 6-й граф дель Реал-де-Мансанарес, 5-й герцог дель Инфантадо. Наследовал своему деду, потому что его отец, Диего Уртадо де Мендоса (1520—1560), скончался при жизни своего отца.

- Ана де Мендоса де ла Вега и Луна (1554 — 11 августа 1633), 7-й граф дель Реал-де-Мансанарес, 6-я герцогиня дель Инфантадо и 7-я маркиза де Сантильяна.

- Родриго Диас де Вивар Сандоваль и Мендоса (4 апреля 1614 — 14 января 1657), 8-й граф дель Реал-де-Мансанарес и 7-й герцог дель Инфантадо. В возрасте пяти лет лишился своей матери и наследовал своей бабке Ане де Мендосе. Супруга с 1630 года Мария де Сильва и Гусман, дочь 3-го герцога де Пастрана и сестра 4-го герцога де Пастрана.

- Каталина Гомес де Сандоваль и Мендоса  (1616 — 13 августа 1686), 9-я графиня дель Реал-де-Мансанарес, 8-я герцогиня дель Инфантадо. Наследовала титулы после смерти своего брата в 1657 году. Супруг с 1630 года Родриго Диас де Вивар де Сильва и Мендоса, 4-й герцог де Пастрана.

- Грегорио де Сильва-и-Мендоса  (24 апреля 1649 — 1 сентября 1693), 10-й граф дель Реал-де-Мансанарес, 9-й герцог дель Инфантадо, 7-й герцог де Лерма, 6-й герцог де Франкавилья, 5-й герцог де Эстремера, 5-й герцог де Пастрана, маркиз дель-Сенете, принц ди Мелито, принц де Эболи, 5-й герцог де Сеа, маркиз де Сантильяна, маркиз де Альхесилья, маркиз де Альменара, маркиз де Аргесо, маркиз де Кампоо, граф де Сальданья, граф дель-Сид, граф де Мандайона, граф де Мьедес. Женат с 1666 года на Марии де Аро и Гусман (1644—1693/1694), дочери Луиса Мендеса де аро Гусмана и Сотомайора де ла Паса, 6-го маркиза дель-Карпио, и Каталины Фернандес де Кордобы и Арагон, 5-й герцогини де Сегорбе.

- Хуан де Диос де Сильва-и-Мендоса-и-Аро  (13 ноября 1672 — 9 декабря 1737), 11-й граф дель Реал-де-Мансанарес, 10-й герцог дель Инфантадо, 6-й герцог де Пастрана, герцог де Лерма, герцог де Эстремера, маркиз дель-Сенете, 11-й маркиз де Сантильяна, герцог де Франкавилья, 6-й герцог де Сея, принц де Мелито, принц де Эболи, маркиз де Альхесилья, маркиз де Альменара, маркиз де Аргесо, маркиз де Кампоо, граф де Сальданья, граф дель-Сид. Супруга с 1704 года Мария Тереса де лос Риос, дочь Франсиско Диего Гутьерреса де лос Риос и Гусмана де лос Риос, 3-го герцога де Фернан-Нуньес и Каталины Сапаты де Мендоса Сильвы, дочери 3-го графа де Барахас. Ему наследовала его дочь:

- Мария Франсиска де Сильва Мендоса и Сандоваль, Мария Франсиска де Сильва и Гутьеррес де лос Риос, Мария Тереса де Сильва Уртадо де Мендоса и Сандоваль де ла Вега и Луна (23 января 1707 — 5 февраля 1770), 12-я графиня дель Реал-де-Мансанарес, 11-я герцогиня дель Инфантадо, 7-я герцогиня де Пастрана, 9-я герцогиня де Лерма, 7-я герцогиня де Эстремера, маркиза де Сантильяна. Супруг с 1724 года Мигель де Толедо, 10-й маркиз де Тавара и 8-й граф де Вильяда (ум. 1734). Ей наследовал их сын:

- Педро Алькантара Альварес де Толедо и Сильва  (27 ноября 1729 — 2 июня 1790), 13-й граф дель Реал-де-Мансанарес и 12-й герцог дель Инфантадо. Супруга с 1758 года немецкая принцесса Мария Анна де сальм-Сальм.

- Педро Алькантара де Толедо и Сальм-Сальм  (20 июля 1768 — 27 ноября 1841), 14-й граф дель Реал-де-Мансанарес, 13-й герцог дель Инфантадо, герцог де Пастрана, 10-й герцог де Лерма, маркиз дель-Сенете, 11-й маркиз де Тавара, 13-й маркиз де Сантильяна, 9-й граф де Вильяда, граф де Сальданья, принц де Эболи, принц де Мелито. Не был женат, но имел двух внебрачных детей от Мануэлы Леспарре, которые позднее были узаконены.

- Педро де Алькантара Тельес-Хирон и Бофорт-Спонтин  (10 сентября 1810 — 29 сентября 1844), старший сын Франсиско де Борха Тельес-Хирона и Алонсо Пиментеля, 13-го герцога де Бенавенте, 10-го герцога де Осуна, герцога де Бехар, герцога де Гандия, герцога де Аркос, и Марии Франсиски де Бофорт-Спонтин и Толедо. Унаследовала титулы 15-го графа дель Реал-де-Мансанарес и 14-го герцога дель Инфантадо. Скончался холостым, ему наследовал его младший брат:

- Мариано Тельес-Хирон и Бофорт-Спонтин  (19 июля 1814 — 2 июня 1882), 16-й граф дель Реал-де-Мансанарес, 16-й герцог де Гандия, 15-й герцог дель Инфантадо, 15-й герцог де Бехар, 15-й герцог де Пласенсия, 14-й герцог де Медина-де-Риосеко, 14-й герцог де Аркос, 12-й герцог де Мандас-де-Вильянуэва, 17-й граф и 14-й герцог де Бенавенте, 12-й герцог де Осуна, 12-й герцог де Лерма, 12-й герцог де Франкавилья. Был женат на принцессе Марии Элеоноре цу Сальм-Сальм, их брак был бездетным. После смерти 15-го герцога дель Инфантадо его обширные родовые владения были разделены между его многочисленными родственниками.

- Андрес Авелино де Артеага и Сильва  (12 июля 1833 — 15 июня 1910), 17-й граф дель Реал-де-Мансанарес, 16-й герцог дель Инфантадо, 13-й маркиз де Эстепа, 11-й маркиз де Ариса, 10-й граф де ла Монклова, 17-й маркиз де Сантильяна, 16-й макриз де Аргесо, 14-й маркиз де Ла-Гуардия, 6-й маркиз де Вальмедиано, 14-й маркиз де Сеа, 12-й маркиз де Армуния, 19-й граф де Сальданья, граф де Коррес, 10-й граф де Санта-Эуфемия. Супруга — Мария де Белен Эчагуэ и Мендес де Виго, дочь Рафаэля Эчахуэ и Бирмингэм, 1-го графа дель-Серральо. Ему наследовал их сын:

- Хоакин Игнасио де Артеага и Эчагуэ  (5 сентября 1870 — 4 января 1947), 18-й граф дель Реал-де-Мансанарес, 17-й герцог дель Инфантадо, 14-й маркиз де Эстепа, 12-й маркиз де Ариса, 11-й граф де ла Монклова, 13-й маркиз де Армуния, 18-й маркиз де Сантильяна, 10-й маркиз де Лаула, 9-й маркиз де Монте-де-Вай, 12-й маркиз де Вивола, 16-й маркиз де Сеа, 8-й маркиз де Вальмедиано, 11-й маркиз де ла Элиседа, 10-й маркиз де Санта-Эуфемия, 5-й граф де Коррес, 11-й граф де Санта-Эуфемия, 20-й граф де Сальданья, 15-й граф дель-Сид. Женат на Исабель Фалгуэра и Морено, 3-й графине де Сантьяго. Ему наследовал их сын:

- Иньиго де Артеага и Фалгуэра (14 ноября 1905 — 19 марта 1997), 19-й граф дель Реал-де-Мансанарес, 18-й герцог дель Инфантадо, 14-й герцог де Франкавилья, 15-й маркиз де Эстепа, 13-й маркиз де Ариса, 11-й граф де ла Монклова, 23-й сеньор де ла Каса-де-Ласкано, 14-й маркиз де Армуния, 19-й маркиз де Сантильяна, 10-й маркиз де Монте-де-Вай, 13-й маркиз де Вивола, 17-й маркиз де Сеа, 9-й маркиз де Вальмедиано, 11-й маркиз де Санта-Эуфемия, 6-й граф де Коррес, 12-й граф де Санта-Эуфемия, 21-й граф де Сальданья, 17-й граф дель-Сид, 5-й граф дель-Серральо, 4-й граф де Сантьяго. Его первой женой была Ана Роса Мартин и Сантьяго-Конча, дочь Антонио Мартина и Монтиса, 3-го маркиза де Линареса. Во второй раз женился на Марии Кристине де Саламанка и Каро, 7-й графине де Сальдивар. Ему наследовал его сын от первого брака:

- Иньиго де Артеага и Мартин (8 октября 1941 — 9 июня 2018), 20-й граф дель Реал-де-Мансанарес, 19-й герцог дель Инфантадо, 14-й маркиз де Ариса, 12-й граф де ла Монклова, 24-й сеньор де ла Каса-де-Ларсано, 20-й маркиз де Сантильяна, 18-й маркиз де Сеа, 15-й маркиз де Армуния, 14-й маркиз де Монте-де-Вай, 13-й маркиз де Лаула, 9-й маркиз де Вальмедиано, 22-й граф де Сальданья, 7-й граф де Коррес, 5-й граф де Сантьяго. Супруга — Альмудена дель Алькасар и Армада, дочь Хуана Баутисты дель Алькасара и де ла Виктория, 7-го графа де лос Асеведос, и Рафаэлы Армады и Ульоа, дочери 7-го графа де Ревильяхихедо.